# Slotback

El slotback es usado principalmente en la formación flexbone.

El Slotback es una posición en el fútbol canadiense y americano. Es muy similar al wide receiver pero también tiene algunas características de un running back, se alinea muy cerca de la línea ofensiva pero también suele estar a cierta distancia de la misma (a cinco yardas detrás). En el fútbol canadiense tienen la posibilidad de moverse antes de que el balón sea puesto en movimiento, pero en el fútbol americano no es posible ya que se penalizaría como un "movimiento ilegal".
El slot es el área entre el último liniero ofensivo en cualquiera de los lados de la línea de scrimmage y el wide receiver colocado en ese mismo lado. Un jugador que se alinee en medio de esos dos jugadores y esté detrás de la línea de scrimmage es un slotback.

## Asignaciones del slotback
Hay muchos trabajos que puede realizar un slotback en el campo de juego. Principalmente son usados como running backs o receptores híbridos. Sin embargo son usados frecuentemente para bloquear a cualquier jugador del equipo defensivo que logra sobrepasar la línea de scrimmage, de esa manera se puede evitar que un quarterback sea sackeado. Son preferidos por encima de los wide receivers o los tight ends para poder recibir pases cortos. Cuando se utilizan formaciones que usan slotbacks en el fútbol americano normalmente no se usa un tight end, un fullback o un running back debido a que solo se pueden utilizar 11 jugadores en un equipo ofensivo y siete de ellos deben estar en la línea ofensiva.
En las formaciones flexbone son usados como receptores extra.